# Masacre de comerciantes de Santander
La Masacre de comerciantes de Santander fue una masacre perpetrada en la finca El Diamante en el municipio de Puerto Boyacá en el departamento de Boyacá por paramilitares de la Asociación Campesina de Ganaderos y Agricultores del Magdalena Medio (Acdegam), en la cual fueron asesinados 19 comerciantes de Santander.

## Antecedentes
Los grupos paramilitares en asocio con la Fuerza Pública (Fuerzas Militares y Policía Nacional), en encontraban en una disputa territorial con las guerrillas de las Fuerzas Armadas Revolucionarias de Colombia - Ejército del Pueblo (FARC-EP), el Ejército de Liberación Nacional (ELN), y el Ejército Popular de Liberación (EPL) en la Región del Magdalena Medio (Antioquia, Boyacá, Santander y Cundinamarca), en el marco del conflicto armado interno en Colombia. Aparecieron así una serie de grupos como la Asociación Campesina de Ganaderos y Agricultores del Magdalena Medio (Acdegam), quienes actuaron en asocio con militares y el Cartel de Medellín.

## Hechos
El 6 de octubre de 1987, un grupo de paramilitares de las Autodefensas de Puerto Boyacá secuestró en la carretera de Puerto Araujo (Santander), a 17 comerciantes que transportaban mercancía que habían comprado en la frontera con Venezuela, y la transportaban desde Cúcuta a  Antioquia. Fueron secuestrados luego de pasar un retén militar por paramilitares acusados de ser supuestos colaboradores de la guerrilla y de comprar armas a miembros de la Guardia Nacional Venezolana para luego vendérselas a los insurgentes. Los secuestrados fueron llevados por militares y paramilitares, a la finca El Diamante, en Puerto Boyacá (Boyacá) donde fueron torturados y asesinados, para luego arrojar los cuerpos en el caño de ‘El Ermitaño’, afluente del río Magdalena.
Dos comerciantes más, que 15 días después fueron a buscar a sus compañeros, también fueron secuestrados y asesinados.

## Víctimas de la masacre
- Álvaro Lobo Pacheco,
- Gerson Javier Rodríguez Quintero,
- Israel Pundor Quintero,
- Ángel María Barrera Sánchez,
- Antonio Flórez Contreras,
- Víctor Manuel Ayala Sánchez,
- Alirio Chaparro Murillo,
- Álvaro Camargo, Gilberto Ortiz Sarmiento,
- Reinaldo Corzo Vargas,
- Luis Hernando Jáuregui Jaimes,
- Luis Domingo Sauza Suárez,
- Rubén Emilio Pineda Bedoya,
- Carlos Arturo Riatiga Carvajal,
- Juan Bautista, Alberto Gómez
- Huber Pérez
- Juan Alberto Montero
- José Ferney Fernández

## Caso 19 comerciantes vs. Colombia
La Corte Interamericana de Derechos Humanos condenó, en sentencia del 5 de julio de 2004, al Estado Colombiano por su responsabilidad en los hechos.

## Responsables
Paramilitares comandados por Henry de Jesús Pérez, Gonzalo de Jesús Pérez, y Alonso de Jesús Baquero Agudelo ‘El Negro Vladimir’.
Marcelo Pérez Duran, Wilson de Jesús Pérez Duran, Luz Marina Ruiz de Pérez, Luis Alberto Arrieta Morales, Alonso de Jesús Saquero Agudelo, Efrén Galeano López, Jairo Iván Galvis Brochero, Nelson Lesmes Leguizamón, Carlos Loaiza (administrador de la finca El Diamante), Víctor Hugo Martínez (alias "Bimba"), Gonzalo Armenta, Alejandro Echandía Sánchez, Hans Ortíz, José Rafael NN, Raúl Andrade, Marceliano Panesso Ocampo, Waldo Patino García, Rafael Pérez, Carlos Alberto Yepes Londoño, Robinson Gutiérrez de la Cruz, José Cuartas (alias "Pata de Buey", administrador de la finca Marcetal), Azael NN y los alias "El Loco Alberto", "Chofer Bonito" "Carga Larga", "Giorgio", "Lagartijo", "Mene Mene", "Santander" y "Carevieja" (otro hermano de Henry de Jesús Pérez).
Militares comandados por General Farouk Yanine Díaz, el Teniente Coronel Hernando Navas Rubio, el Mayor retirado Óscar de Jesús Echandía Sánchez y el Sargento retirado Otoniel Hernández Arciniegas. Detenidos en 1996, los dos primeros fallecieron y los otros dos se encuentran libres. La investigación en contra de Otoniel Hernández Arciniegas fue precluída por la Fiscalía mediante decisión en firme del 27 de noviembre de 2017, porque se demostró que Otoniel Hernández Arciniegas estaba en Tunja cuando ocurrieron los hechos, por lo que quedó demostrado que no participó en la masacre y que fue víctima de una falsa acusación.  

## Consecuencias
El conflicto armado interno continúo recrudeciéndose y se consolida la presencia paramilitar en la zona. Una comisión de la Dirección Nacional de Instrucción Criminal (actualmente Fiscalía General de la Nación) enviada a estudiar los casos de violencia como este, fue objeto de la Masacre de La Rochela en 1989.

## Reconocimiento
En septiembre de 2013, el vicepresidente Angelino Garzón pidió perdón en nombre de la nación.